# 洛辛堡女子足球會
洛辛堡女子足球會（Rosenborg Ballklub Kvinner）是一家挪威職業女子足球球會，位於特倫汗。目前球隊於挪威女子超級足球聯賽中角逐。

## 歷史
球隊早於1917年5月18日以一家綜合體育會身份誕生。足球部在1972年成立，及後在1984年男足部和其他球體育部都暫停運作，只有女子足球部仍然營運。
2020年2月，球隊與男子足球會洛辛堡合併，並由特倫汗體育會改名為洛辛堡女子足球會。
球隊目前曾七次贏得挪威女子超級足球聯賽，和八次挪威女子盃冠軍。

## 榮譽
- 挪威女子超級足球聯賽[3]

冠軍 (7): 1994, 1995, 1996, 1997, 2000, 2001, 2003
亞軍 (9): 1984, 1993, 1998, 1999, 2004, 2006, 2020, 2021, 2023
- 挪威女子盃（英语：Norwegian Women's Cup）[4]

冠軍 (9): 1993, 1994, 1996, 1997, 1998, 1999, 2001, 2002, 2023
亞軍 (8): 1978, 1980, 1986, 1989, 1995, 2010, 2014, 2024

## 外部連結
- 官方网站